# Planococcoides crassus
Planococcoides crassus är en insektsart som först beskrevs av De Lotto 1961.  Planococcoides crassus ingår i släktet Planococcoides och familjen ullsköldlöss.
Artens utbredningsområde är Kenya. Inga underarter finns listade i Catalogue of Life.